# Digosville
Digosville – miejscowość i gmina we Francji, w regionie Normandia, w departamencie Manche.
Według danych na rok 1990 gminę zamieszkiwało 1338 osób, a gęstość zaludnienia wynosiła 144 osoby/km² (wśród 1815 gmin Dolnej Normandii Digosville plasuje się na 168. miejscu pod względem liczby ludności, natomiast pod względem powierzchni na miejscu 557.).